# She Moves (Far Away)
She Moves (Far Away), conosciuto anche come She Moves, è un singolo del DJ tedesco Alle Farben, pubblicato il 2 maggio 2014 come unico estratto dal primo album in studio Synesthesia - I Think in Colours.
Il singolo ha visto la partecipazione vocale del cantante neozelandese Graham Candy.

## Promozione
Nel 2015 è stata la colonna sonora degli spot Enel.

## Video musicale
Il video, diretto da Franck Trebillac, raffigura Graham Candy che viaggia su una bicicletta per raggiungere la sua fidanzata che sta ballando ad una festa indiana. Sulla strada attraversa terre, climi e cicli passati diversi. Travestito ogni volta come una persona diversa (come un contadino, uno sciatore o un corridore). Alla fine del video Graham Candy raggiunge finalmente la ragazza.